# سازمان دولتی
سازمان دولتی به سازمانی زیر فرمان یک دولت گفته می‌شود که از جانب دولت مرکزی به منظور فعالیتی معین ایجاد می‌شود. این مأموریت‌های کاری می‌تواند دائم یا موقت در نظر گرفته شود. سازمان‌های دولتی طیف فعالیت‌های گوناگونی در بر می‌گیرند، از سازمان‌های اطلاعاتی تا سازمان‌های بیمه و بانک‌ها و … را شامل می‌شود.